# Càdlàg
Trong toán học, một hàm số càdlàg (tiếng Pháp continue à droite, limitée à gauche), RCLL ("right continuous with left limits"), hoặc corlol (continuous on (the) right, limit on (the) left) là một hàm số thực liên tục về bên phải và giới hạn về bên trái ở mọi nơi. Hàm số càdlàg rất quan trọng trong việc nghiên cứu các quá trình ngẫu nhiên có bước nhảy (không giống như chuyển động Brown - một chuyển động liên tục). Tập hợp các hàm số càdlàg trên một tập xác định cho trước là một không gian Skorokhod.

## Định nghĩa

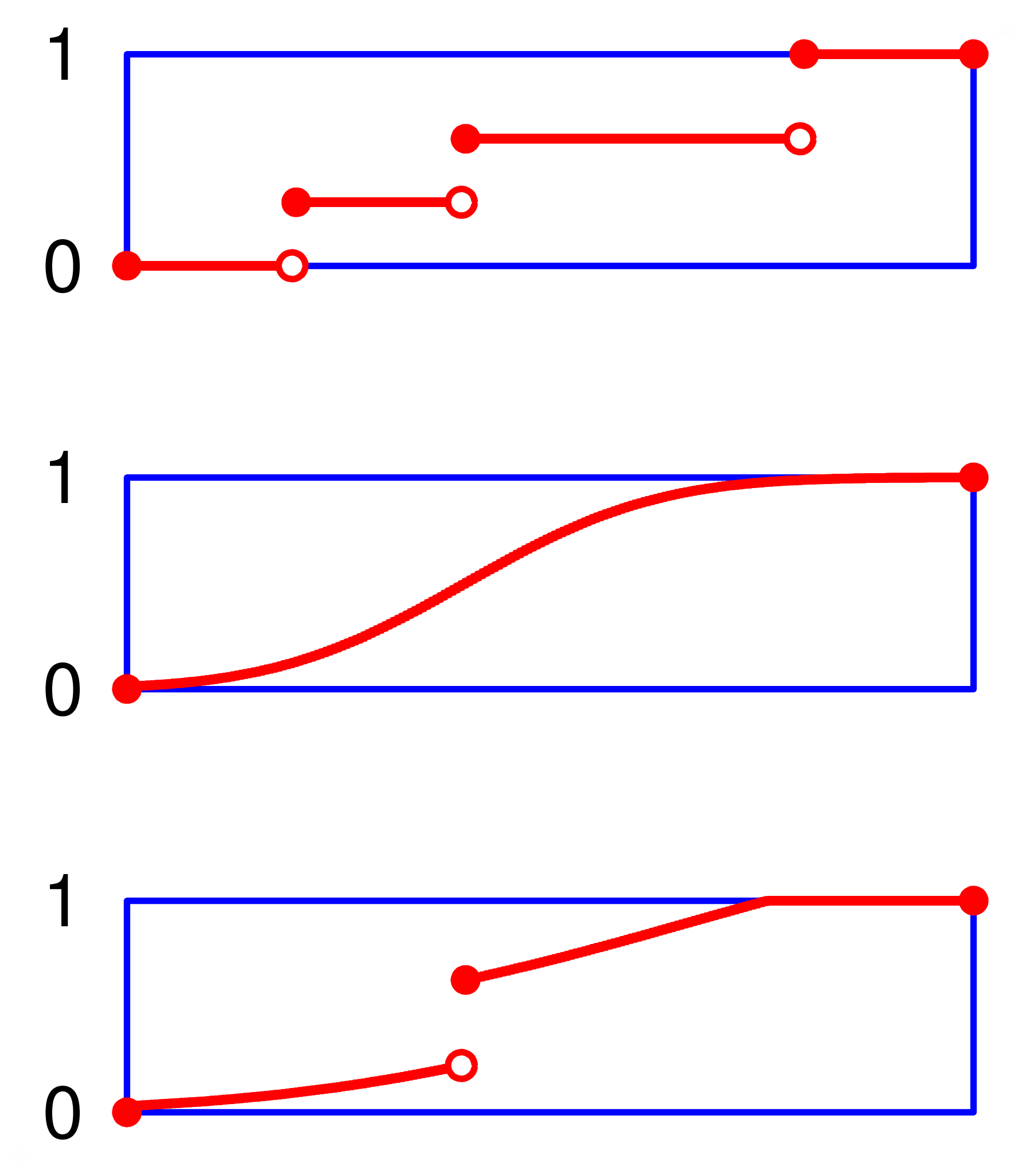
Hàm phân bố tích lũy là một ví dụ của hàm số càdlàg

Cho {\displaystyle (M,d)} là một không gian mêtric, và cho {\displaystyle E\subseteq \mathbb {R} }. một hàm số {\displaystyle f:E\to M} được gọi là hàm số càdlàg nếu, với mọi {\displaystyle t\in E},
- giới hạn bên trái {\displaystyle f(t-):=\lim _{s\uparrow t}f(s)} tồn tại, và
- giới hạn bên phải {\displaystyle f(t+):=\lim _{s\downarrow t}f(s)} tồn tại và bằng {\displaystyle f(t)}.

Như vậy, {\displaystyle f} liên tục về bên phải và có giới hạn về bên trái.

## Ví dụ
- Mọi hàm số liên tục đều là hàm số càdlàg.
- Mọi hàm phân bổ tích lũy đều là hàm số càdlàg.